# Abramo Allione
Abramo Allione (Torino, 5 novembre 1895 – Milano, 29 dicembre 1982) è stato un produttore discografico, editore e compositore italiano.

## Biografia
Figlio di un industriale tessile torinese e di una discendente della famiglia Schiaparelli, a quindici anni si trasferisce in Brasile seguendo il padre e iniziando a lavorare in un negozio di musica (di cui è appassionato).
Torna a Torino dopo la morte del genitore e nel 1912 fonda il periodico L'estudiantina che affronta sia la musica classica che quella leggera; quattro anni dopo fonda L'Araldo Musicale, e apre un negozio di musica in via Carlo Alberto.
Nel 1919 si iscrive alla Siae come compositore e come editore musicale, fondando le Edizioni Musicali Abramo Allione: collabora con Odoardo Spadaro (che gli dà in edizione la sua celebre Ninna nanna delle dodici mamme) e con Anacleto Francini (Bel Ami).
Nel 1922 apre una filiale a Parigi, che gli consente di comprare i diritti di molte musiche estere (e di diffondere canzoni italiane).
Tra i successi che pubblica sono particolarmente conosciute Nilo blu, Sotto il cielo delle Antille, Creola e Nannì (il cui vero titolo è, in realtà, 'Na gita a li Castelli), interpretata da Ettore Petrolini.
Interrompe l'attività durante la seconda guerra mondiale, per riprenderla negli anni '50; in questo periodo sposta la sede da Torino a Milano.
Il primogenito, Miro Allione, si dedica allo studio della matematica e successivamente alle telecomunicazioni. Abramo, dopo aver chiamato il secondo figlio Italo per affiancarlo nella gestione dell'attività, nel 1965 fonda la casa discografica Equipe, di cui il figlio diventa direttore artistico.
Nel 1974 si ritira da ogni attività, lasciando anche le edizioni musicali al figlio Italo, scomparso nel 2017.